# Adapalene
L'adapalene è un retinoide ad uso topico principalmente usato nel trattamento dell'acne ed è anche impiegato off-label nel trattamento della cheratosi pilare e di altre patologie della cute.
In Europa è disponibile sotto forma di crema allo 0,1% e di gel allo 0,3%. L'adapalene è attualmente commercializzato dalla Galderma con i nomi commerciali di Differin in alcuni paesi e di Adaferin in India.

## Usi clinici
Secondo le raccomandazioni della Global Alliance on Improving Outcomes of Acne, i retinoidi come l'adapalene sono considerati terapia di prima linea nel trattamento dell'acne in monoterapia o in combinazione con il perossido di benzoile e/o un agente antimicrobico, come la clindamicina, per la massima efficacia.Inoltre, l'adapalene, come altri retinoidi, aumenta l'efficacia e la penetrazione di altri farmaci topici per l'acne che vengono utilizzati in combinazione con i retinoidi topici e accelera il miglioramento dell'iperpigmentazione post-infiammatoria causata dall'acne.  A lungo termine può essere utilizzato come terapia di mantenimento.
Mentre l'adapalene è spesso ritenuto il meno efficace dei farmaci retinoidi, due studi multicentrici randomizzati in doppio cieco hanno dimostrato che l'uso della lozione allo 0,1% di adapalene per dodici settimane ha migliorato l'acne infiammatoria e non infiammatoria e ha ridotto il conteggio totale delle lesioni da basale nei pazienti nel gruppo di trattamento.

### Impieghioff-label
L'adapalene ha la capacità unica di inibire la differenziazione dei cheratinociti e ridurre la deposizione di cheratina, che lo rende pertanto un trattamento efficace per la cheratosi pilare e per i calli. Può essere usato dagli uomini sottoposti a ripristino del prepuzio per ridurre la cheratina in eccesso, che forma uno strato sull'esterno del pene umano dopo la circoncisione. 
Altre indicazioni non approvate dall'americana Food and Drug Administration riportate in letteratura sono il trattamento delle verucche comuni, del mollusco contagioso, della malattia di Darier, del fotoinvecchiamento, dei disturbi dei pigmenti, delle cheratosi attiniche e dell'alopecia areata.

## Effetti collaterali
È comune (tra l'1% e il 10% degli utenti)provare una breve sensazione di calore o bruciore, nonché pelle secca, desquamazione e arrossamento durante le prime 2-4 settimane di utilizzo del farmaco; questi effetti sono considerati lievi e generalmente diminuiscono nel tempo. Qualsiasi reazione allergica grave è rara. Inoltre, dei tre retinoidi topici l'adapalene è spesso considerato il più tollerabile.

## Interazioni
L'adapalene ha dimostrato di migliorare l'efficacia della clindamicina topica, sebbene anche gli effetti avversi siano aumentati. L'applicazione del gel di adapalene sulla pelle 3–5 minuti prima dell'applicazione della clindamicina migliora la penetrazione di quest'ultima nella pelle e, quindi, l'efficacia complessiva del trattamento rispetto alla sola clindamicina.

## Farmacologia
A differenza della tretinoina, l'adapalene ha anche dimostrato di mantenere la sua efficacia se applicato contemporaneamente al perossido di benzoile grazie alla struttura chimica più stabile. Inoltre, la fotodegradazione della molecola è meno preoccupante rispetto alla tretinoina e al tazarotene.

### Farmacocinetica
L'assorbimento dell'adapalene attraverso la pelle è basso. Uno studio con sei pazienti con acne trattati una volta al giorno per cinque giorni con due grammi di crema di adapalene applicata su 1.000 cm2 di pelle non ha trovato quantità quantificabili, o meno di 0,35 ng/mL di farmaco, nel sangue dei pazienti plasma.Studi clinici controllati condotti su utenti cronici di adapalene hanno riscontrato livelli di farmaco nel plasma pari a 0,25 ng/mL.

### Farmacodinamica
L'adapalene topico penetra dapprima nel follicolo pilifero e si lega ai recettori dell'acido retinoico nucleare (ovvero recettori beta e gamma dell'acido retinoico).Questi complessi quindi legano il recettore del retinoide, che regola la trascrizione genica legandosi a specifici siti di DNA che portano alla normalizzazione della differenziazione dei cheratinociti, consentendo una riduzione nella formazione dei microcomedoni, una riduzione dell'ostruzione nei pori e un aumento del turnover cellulare. L'adapalene è anche considerato un agente antinfiammatorio, poiché sopprime la risposta infiammatoria stimolata dalla presenza di Cutibacterium acnes e inibisce sia l'attività lipossigenasi sia il metabolismo ossidativo dell'acido arachidonico nelle prostaglandine . 
L'adapalene si lega selettivamente al recettore beta dell'acido retinoico e al recettore gamma dell'acido retinoico quando applicato sulla pelle. L'agonismo del sottotipo gamma è in gran parte responsabile degli effetti osservati: quando applicato in associazione con un antagonista del recettore gamma dell'acido retinoico, l'adaptalene perde la sua efficacia clinica.
La retinizzazione è un fenomeno temporaneo comune riportato dai pazienti quando iniziano il trattamento con retinoidi. Nel periodo iniziale di trattamento la pelle può diventare rossa, irritata, secca e può bruciare o prudere dall'applicazione del retinolo; tuttavia, tende a risolversi entro quattro settimane con l'uso una volta al giorno.